# Youku
Youku (优酷) é um site chinês de vídeos da internet semelhante ao YouTube. Youku em chinês significa "O que há de melhor优 e legal (cool)酷". 

## Histórico
Youku foi fundado por Victor Koo o ex-presidente da Sohu no final de 2005.

## Noticias
- A empresa tem recentemente gerado US$ 25 milhões no financiamento de empresas de capital de risco.
- Youku.com é #1 em setor chinês de partlhamento de vídeos pela China Internet Society, iResearch e Baidu User Index.
- Youku recentemente fez parceria com MySpace China.
- Em 2012, anunciou a compra da concorrente Tudou, pelo valor de 1 bilhão de dólares.[1]

## Rivais
- Tudou
- 56.com

## Uso
Youku.com tem atraído pelo menos 6,5 milhões de visitantes por ano até 2008, de acordo com uma pesquisa da Compete.com.